# Döme Sztójay
Döme Sztójay, né Demeter Stoiakovitch (5 janvier 1883 - 22 août 1946), est un militaire et diplomate hongrois, Premier ministre de Hongrie pendant la Seconde Guerre mondiale.

## Biographie
Né dans une famille serbe, il s'engage dans l'armée austro-hongroise. Il fait la Première Guerre mondiale avec le grade de colonel. Il intègre ensuite l'armée contre-révolutionnaire de l'Amiral Horthy dans un service de contre-espionnage. Horthy devenu régent de Hongrie, il nomme Sztójay attaché militaire à Berlin de 1925 à 1933, période durant laquelle il transcrit son patronyme en langue magyare.
De 1933 à 1935, il est nommé ministre de la Défense avant d'être nommé ambassadeur de Hongrie en Allemagne par le Premier ministre Gyula Gömbös jusqu'au printemps 1944. En 1942, il prend connaissance du souhait exprimé par les dirigeants nazis que la Hongrie, en tant que pays allié, prenne part à la déportation systématique des Juifs d'Europe. Le 2 ou 5 octobre 1942, Sztójay rencontre Martin Luther pour traiter de la question juive. Luther lui propose la déportation totale des Juifs hongrois vers l'Est sur « un tempo très rapide », ce à propos de quoi Sztójay lui fait part de l'inquiétude du Premier ministre Miklós Kállay sur le sort et la destinée finale des Juifs déportés, inquiétude que lui-même ne partage pas. Martin Luther note : 

« Ma réponse, selon laquelle les Juifs hongrois également seraient d'abord employés à la construction de routes, puis placés dans une réserve juive, l'a visiblement rassuré et il a pensé que cette information devrait avoir un effet rassurant et encourageant sur le ministre-président »

 Vers la fin de l'année 1942, il prend connaissance du plan confidentiel rédigé par Heinrich Himmler le 23 juin 1942 qui visait à exterminer tous les Juifs d'Europe en une année jusqu'à l'été 1943. Face à la tiédeur de Kállay vis-à-vis de la déportation des Juifs hongrois, Sztójay lui adresse le 25 avril 1943 un télégramme : 

« Le national-socialisme méprise et hait viscéralement les Juifs [...] le chancelier du Reich est résolu à débarrasser l'Europe des Juifs [...] le gouvernement allemand a exprimé le désir que ses alliés participent à l'action mentionnée »

Le 22 mars 1944, il est nommé Premier ministre du royaume de Hongrie. Ayant pénétré sur le territoire hongrois pour s'assurer de la loyauté de leur allié et mis en résidence surveillée le régent Miklós Horthy, l'Allemagne nazie imposa un nouveau gouvernement. Horthy refusa de nommer Premier ministre le chef fasciste hongrois Béla Imrédy, préférant Sztójay, sur la loyauté duquel il pensait pouvoir compter.
Le gouvernement de Döme Sztójay s'avéra cependant soumis à toutes les demandes allemandes, se livrant à des déportations massives de Juifs hongrois, jusque-là relativement épargnés par les politiques antisémites du régime de Horthy. Toujours chef de l'État, Horthy finit par reprendre l'initiative en août et obtint le limogeage de Sztójay.
Quand, en octobre 1944, les Allemands firent arrêter Horthy et instaurèrent un régime fasciste hongrois, Sztójay ne fut pas réintégré dans ses fonctions de Premier ministre, les nazis lui préférant Ferenc Szálasi.
Ayant fui le pays au printemps 1945 devant l'avance de l'Armée rouge, Sztójay fut capturé par les troupes américaines et extradé vers la Hongrie en octobre. Reconnu coupable de crimes de guerre, celui qui s'est toujours considéré comme un « champion de l'antisémitisme » fut condamné au peloton d'exécution en 1946.